# Escàndol del líbor
L'escàndol del líbor és un escàndol de frau greu del sector financer que va esclatar el juny de 2011. Es tracta d'un cas de manipulació fraudulenta del tipus d'interès de referència líbor i d'altres tipus d'interès interbancaris (euríbor, tíbor japonès) en negocis interbancaris. Una vintena dels bancs majors del món hi van ser implicats. L'estafa permetia aplicar tipus d'interès més elevats a la clientela sense augmentar el cost real dels diners que prestaven per a prèstecs o hipoteques. És un exemple de l'objectivitat que tendim a donar als números, quan de fet, són molts relatius i que fàcilment es deixen manipular discretament per pèrits.

## El sistema
Els tipus d'interès de referència tenen un impacte important en un gran nombre de transaccions dels mercats financers i en el cost per als prestataris. Els bancs implicats han obtingut beneficis inics, à càrrec dels clients i dels competidors honests.
Per als bancs fraudulents, el risc de tipus d'interès baixa, mentrestant els clients i els bancs que no hi participen s'enfronten a un risc superior causat per la manipulació. Els canvis en els tipus d'interès de referència es poden aprofitar de manera similar a les operacions d'informació privilegiada mitjançant transaccions especulatives. Els préstecs personals sovint es basen en el tipus d'interès de referència a principis de mes, de manera que els prestataris poden rebre taxes d'interès sobrevalorades augmentant periòdicament aquest tipus d'interès de referència, sense que hi hagi un risc per al banc que justifiqui aquesta augmentació.

## Els imputats i sancionats
En l'escàndol no solament hi van participar uns bancs majors, sinó s'hi palesar el laxisme o la negligència dels organismes de supervisió del món financer de Nova York i Londres, com que ja des de 2008 havien estat advertits d'un possible frau pel grup financer britànic Barclays. Aquest escàndol mostra la discrepància entre el discurs de responsabilitat social corporativa de les grans empreses multinacionals i el cinisme que palesa en les accions reals quotidianes.
El 2013, la Comissió Europea ha sancionat amb una multa de 1.7000 milions d'euros sis grans bancs per participar en la manipulació del líbor i euríbor: el Deutsche Bank (Alemanya), Bank of Scotland (Escòcia), Société Générale (França), JP Morgan (Estats Units), Citigroup (Estats Units) i el borsista RPMartin (Regne Unit). Dos altres bancs Barclays (Regne Unit) i UBS (Suïssa), que també hi van participar, en van sortir sense multa, perquè van col·laborar amb les autoritats per desvelar la manipulació pel càrtel bancari. Es continua l'expedient contra Crédit Agricole (França), HSBC (Regne Unit) que han refusat un acord amb la Comissió. El 2015 la Deutsche Bank va rebre una segona multa de 1.400 milions d'euros de la part de les autoritats nord-americanes, per al mateix escàndol. Tot i les multes elevades, no és cert que serà un fre a manipulacions futures: «perquè els beneficis que n’obtenen són molt més elevats que la multa imposada», segons l'economista d'ESADE Josep Maria Sayeras.
La responsabilitat penal de les persones implicades és variable segons el país. Els Estats Units només imputen les entitats i els directius en surten indemnes, quan l'empresa paga la multa. La justícia alemanya va refusar extradir quatre responsables de la Deutsche Bank a la justícia britànica, i França no va extradir un responsable de la Société Générale.